# Alain Caillé
Alain Caillé (Parigi, 2 giugno 1944) è un sociologo francese.
È professore emerito di sociologia all'Università La Défense di Parigi Ouest Nanterre, dove ha diretto il Master di specializzazione in Scienze Sociali e Sociologia: Società, Economia e Politica.
Nel 1980, con altri studiosi provenienti da varie discipline, ha fondato il Movimento "Mauss", Mouvement Anti-Utilitariste dans les Sciences Sociales che pubblica una rivista da lui diretta.

## Pensiero
Inizialmente, s'impose nel corso degli anni ottanta e novanta come uno dei capofila di una critica radicale dell'economia contemporanea e dell'utilitarismo nelle scienze sociali.
Il suo manifesto Critica della ragione utilitaria costituisce una svolta nelle scienze umane e sociali: egli chiama gli intellettuali a produrre una alternativa al paradigma utilitarista che domina, secondo lui, le scienze da diversi secoli. La critica di Alain Caillé al paradigma utilitarista si estende a tutti i campi del sapere - dalla psicologia freudiana (fondata sul principio del piacere), alla micro-economia, passando per la filosofia, la sociologia, l'antropologia ecc. Tuttavia, lontano dal negare che l'interesse sia una motivazione forte per l'azione, egli critica soprattutto la posizione che consiste nel considerare l'interesse come la spiegazione ultima di tutti i fenomeni sociali. Del resto, il paradigma del dono (ispirato dalle ricerche sul dono di Marcel Mauss) da, al dono, un valore preponderante rispetto alle motivazioni utilitariste.
La critica di Alain Caillé è di carattere pluridisciplinare. Il suo contributo intellettuale deve essere valutato oltre le tipiche contrapposizioni ideologiche. Non si può dunque confonderla con quella di un economista o di un sociologo di ispirazione marxista, poiché respinge i preconcetti utilitaristi, che a volte sono stati attribuiti all'economia politica marxista. Nei fatti, i lavori di Alain Caillé mescolano abilmente analisi sociologiche, storiche, antropologiche, filosofiche ed economiche.
D'altra parte, ha anche prodotto studi antropologici e sociologici sull'economia vista dal punto di vista del dono. Egli ha partecipato alla riscoperta di Marcel Mauss e di Karl Polanyi 
e nonché alla ridefinizione critica della nozione d'interesse nelle scienze sociali, in cui sopravvive quella che lui chiama la finzione dell'homo oeconomicus.
In Italia le sue opere sono state diffuse, anche grazie all'azione dell'editor Alfredo Salsano, dalle case editrici Einaudi e Bollati Boringhieri negli anni ottanta e negli anni novanta.

## Opere
- Caillé A., Mitologia delle scienze sociali, Bollati Boringhieri, Torino 1988, ISBN 88-339-0437-7.
- Caillé A., Critica della ragione utilitaristica. Manifesto del MAUSS, Bollati Boringhieri, Torino 1991, ISBN 88-339-0581-0.
- Caillé A., Il terzo paradigma. Antropologia filosofica del dono, Bollati Boringhieri, Torino 1998, ISBN 88-339-1107-1.
- Caillé A., Critica dell'uomo economico. Per una teoria anti-utilitaristica dell'azione, Il nuovo Melangolo, Genova 2009, ISBN 88-7018-743-8.
- Caillé A., Anti-utilitarismo e paradigma del dono. Le scienze sociali in questione, Diogene Edizioni, Napoli 2016, ISBN 978-88-6647-147-9.